# Украјинска авангарда
Украјинска авангарда је авангардни покрет у украјинској уметности од краја 1890-их до средине 1930-их, заједно са повезаним уметницима у вајарству, сликарству, књижевности, филму, позоришту, сценографији, графици, музици и архитектури. Неки од познатих украјинских авангардних уметника су Казимир Маљевич, Александар Архипенко, Владимир Татлин, Соња Делоне, Васил Јермилов, Александар Богомазов, Александра Екстер, Давид Бурљук, Вадим Мелер и Анатолиј Петрицки. Сви су били уско повезани са Кијевом, Харковом, Лавовом и Одесом, било рођењем, образовањем, језиком, националним традицијама или идентитетом. Од свог настанка, када је Украјина била део Руске Империје, критичари су украјинску авангарду често сврставали у руски авангардни покрет.
Прва формална украјинска уметничка група која је себе назвала авангардом основана је у Харкову 1925. године. Термин украјинска авангарда, који се односи на сликарство и вајарство током совјетске цензуре, коришћен је током дискусије на изложби Tatlin's dream, коју је уредио париски историчар уметности Андреј Наков у Лондону 1973. године. Своје радове су представили Васил Јермилов и Александар Богомазов. Прве међународне авангардне изложбе у Украјини, на којима су учествовали француски, италијански, украјински и руски уметници, представљене су у Одеси и Кијеву у Издебском салону. Дела су касније изложена у Санкт Петербургу и Риги. Насловница „Издебског салона 2” (1910―1911) садржала је апстрактна дела Василија Кандинског.

## Изложбе и удружења
- 1908 ― Изложба „Звено” у Кијеву, дела Александре Екстер, Давида и Владимира Бурљука, Јевгенија Агафонова и Владимира Денисова.
- 1909 ― Изложба „Плави љиљан” у Харкову, дела Јевгенија Агафонова, Марије Сињакове и Васила Јермилова.
- 1910 ― Изложба „Салон Издебски 2” у Одеси и Кијеву, дела Александре Екстер, Давида и Владимира Бурљука и Василија Кандинског, уз дела Пјера Бонара, Жоржа Брака, Мориса Вламенка, Мориса Денија, Анрија Матиса, Анрија Русоа и Пола Сињака.
- 1910 ― Украјинско–руско удружење футуристичких песника „Хилеја” основано у Чорњанки. Чланови су били Давид и Владимир Бурљук, Василиј Каменски, Алексеј Кручених, Бенедикт Лившиц, Владимир Мајаковски, Велимир Хлебњиков и други.
- 1913 ― Украјинску футуристичку групу Quero основао је Михаил Семенко у Кијеву.
- 1914 ― Александра Екстер заједно са Александром Архипенком, Владимиром Барановим Росинеом, Казимиром Маљевичем, Вадимом Мелером и браћом Бурљук је излагао у Société des Artistes Indépendants у Паризу и, заједно са Архипенком, је учествовао на Exposizione Libera Futurista Internazionale у Риму.[6]
- 1914 ― Удружење кубофутуристичких уметника „Колцо” у Кијеву основали су Александра Екстер и Александар Богомазов.
- 1917 ― Уметничка група „Савез седморице” је основана у Харкову, чланови су били Борис Косарев, Георгиј Цапок, Владимир Бобри и Николај Калмиков.
- 1924 ― Основан Кијевски уметнички институт, међу професорима су били Александар Богомазова, Вадим Мелер, Виктор Палмов, Казимир Маљевич и Владимир Татлин.
- 1925 ― Уметничко удружење и часопис „Авангарда” у Харкову су основали Валеријан Полишчук и Васил Јермилов.
- 1925 ― Удружење револуционарне уметности Украјине основано у Кијеву, чланови су били Михајло Бојчук, Александар Богомазова, Виктор Палмов, Васил Јермилов и Вадим Мелер.
- 1927 ― Савез модерних уметника Украјине основан у Кијеву, чланови су били Виктор Палмов, Анатолиј Петрицки и Павел Голубитников.
- 1927 ― Уметничко удружење и часопис „Нова генерација” у Харкову оснивали су М. Семенко, Нина Генке Мелер, Вадим Мелер, Анатолиј Петрицки и Гео Шкарупи.

## Присталице

### Филм
- Александар Довженко[7]

### Сликарство
- Евгениј Агафонов
- Александар Богомазов
- Александра Екстер
- Михајло Бојчук
- Владимир Бурљук
- Давид Бурљук
- Микола Хлушченко
- Соња Делоне
- Александар Гнилицки
- Казимир Маљевич
- Абрахам А. Маневич
- Вадим Мелер
- Виктор Палмов
- Оксана Павленко
- Константин Пискорски
- Васил Седлиар
- Мануил Шехтман
- Марија Сињакова
- Владимир Татлин
- Васил Јермилов
- Нина Генке Мелер

### Вајарство
- Александар Архипенко
- Иван Кавалеридзе
- Петро Митковицер

### Позориште
- Борис Балабан
- Лес Курбас
- Фауст Лопатински
- Володимир Скљаренко
- Марко Терешченко
- Јануариј Бортник

### Сценографија
- Александра Екстер
- Вадим Мелер
- Анатолиј Петрицки
- Александар Хвостенко Хвостов
- Михајло Андријенко Нечитајло

### Књижевност
- Микола Бажан
- Мирослав Ирчан
- Микола Хвилови
- Валеријан Полишчук
- Михаило Семенко
- Гео Шкурупиј
- Олекса Слисаренко
- Мајк Јохансен
- Михаил Јалови
- Јуриј Јановски

### Архитектура
- Павло Аљошин
- Марк Фелгер
- Џозеф Каракис
- Самуил Кравец
- Василиј Кричевски
- Валеријан Риков
- Сергеј Серафимов

### Композиција
- Борис Љатошински
- Зиновиј Лиско
- Стефанија Туркевич